# Section paloise omnisports
Pour les articles homonymes, voir Section paloise.
La Section paloise est un club omnisports français, basé à Pau (Pyrénées-Atlantiques) et fondé en 1902. La Section paloise est historiquement le club omnisports laïc de la ville, et une longue rivalité l'oppose à l'Association Bourbaki, de tradition catholique.
Avant cette année 1902, il existait à Pau une société de gymnastique fondée en 1880 appelée « Union paloise », parfois considérée comme un ancêtre de la Section.
Actuellement la Section paloise est gérée par un conseil d’administration de trente-cinq membres élus par l’ensemble des sociétaires des différentes sections. Le président et le bureau sont élus par ce conseil d’administration.
La Section paloise compte près de 2500 membres actifs répartis en treize sections. Le club compte plus d'une centaine de titres de champion de France. Des titres de champions d’Europe et du monde viennent compléter le palmarès.
Le rugby, la pelote basque, la boxe et l'escrime sont les principaux pourvoyeurs de titres.
La SASP de la Section paloise est une structure à part de l’omnisports depuis sa création en 1998.

## Histoire

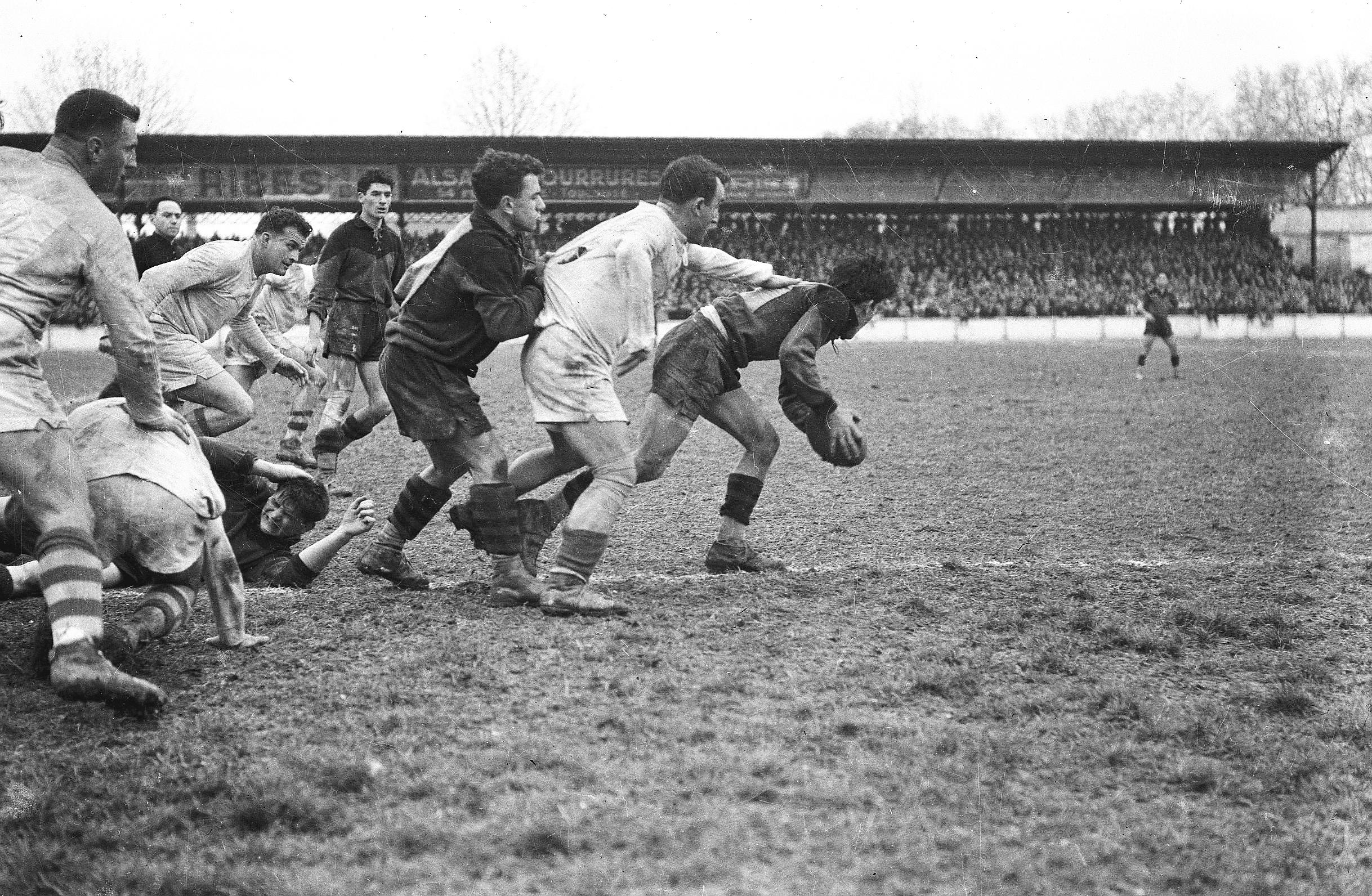
Rencontre entre la Section paloise et le Stade toulousain à la Croix du Prince en 1950.

Fondée en 1902, la Section paloise, contrairement aux patronages catholiques de la ville (Association Bourbaki et Jeanne d'Arc Le Béarn, puis Bleuets de Notre-Dame) est avant tout un club de rugby, auquel ont été ajoutées plusieurs sections : athlétisme, pelote basque, basket-ball, boxe, judo, escrime, natation, karaté, kendo, tennis de table et football américain.
Le président-fondateur est le docteur Pellizza-Duboué. Se succèdent ensuite Dulau, Gascogne, Valeton et Erize qui contribuent au succès de la Section paloise.
Le docteur Antony, homme de cœur et de devoir entré à la Section paloise en 1910 en qualité de conseil médical, devint membre du comité directeur et vice-président. En 1921, il compte parmi les fondateurs de la Fédération française de pelote basque. Il fit construire en 1922 le Stadium de la Gare et contribua à implanter la pelote basque à Pau et en Béarn.
Le 13 juin 1932, à la suite du départ de M. Erize, un nouveau président est élu et marque durablement la Section paloise omnisports.
Charles Lagarde qui a représenté la France aux Jeux olympiques de 1912 à Stockholm, dans l’épreuve du disque est élu président de la Section paloise. Il présida aux destinées du club  jusqu’au 19 juin 1952, date à laquelle Albert Cazenave lui succède.
C'est en effet l'emblématique capitaine de la Section paloise rugby, champion de France en 1928 qui reprend le flambeau. Auparavant président de la commission de rugby depuis 1944, il devient au départ de Charles Lagarde en 1952, président général de la Section paloise.
D’autres présidents de la Section ont marqué de leurs empreintes leurs différentes disciplines. Pierre Coicaud, Président-fondateur de la section escrime, le docteur Lacrambe fondateur des sections boxe et karaté, Louis Gomez et Georges Alliez pour la pelote basque, Eric Vautier président de la section judo durant 25 ans, élu à l’âge de 25 ans.

### Dates Clés
- 1902 : La Section paloise, club omnisports, est créée le 3 avril 1902[4], sous le nom « Section paloise de la ligue girondine ». Le docteur Pellizza-Duboué est son premier président, il est parrainé par le docteur Philippe Tissié qui avait fondé la Ligue girondine d'éducation physique en 1888. À sa création, le club offre deux disciplines, l'athlétisme et la barette aquitaine
- 1905 : Le club prend son nom définitif de « Section paloise »  en 1905, absorbe le « Stade palois » et abandonne dans le même temps la barette pour le rugby[4]
- 1910 : Devant le succès croissant des manifestations sportives, le club acquiert le champ de la Croix-du-Prince pour y bâtir le stade du même nom. De nouvelles tribunes plus spacieuses sont ainsi inaugurées en 1913
- 1917: Création du Boxing Club Palois[5]
- 1919: Création du Fronton Club Palois[6]
- 1922 : La Section paloise crée des cours de préparation militaire, le club intègre les sociétés de tir de Pau et des alentours à partir de 1924. L'activité de tir se maintient ensuite jusqu'au milieu des années 1950
- 1923 : Le club intègre un club de pelote basque et fait construire le Stadium de la Gare en contrebas du boulevard des Pyrénées. Le « Fronton Club Palois » intègre donc la Section paloise, il pratiquait la pelote depuis 1919 [7]
- 1924 : Une nouvelle discipline entre au sein du club avec la demande d'affiliation du « Boxing Club Palois ». Finalement l'activité de Boxe intègre définitivement le club à partir de 1932 avec la« Section paloise - Ring béarnais »
- 1933 : Création de la section Basket-ball
- 1950 : Création de la section Handball
- 1953 : Mise en sommeil de la section Handball
- 1955 : Début du Ju-jitsu
- 1961 : Début du cercle d'escrime
- 1965 : Début de l'activité de plongeon et construction du Stade Nautique
- 1969:  Redémarrage de la section athlétisme[8]
- 1970 : Début de l'activité de Karaté
- 1973: Mise en sommeil de la section Basket-ball
- 1974 : La société « Pyrénéa Sports » intègre la Section paloise pour la pratique du ski
- 1979 : Mise en sommeil de la section athlétisme après 77 ans.
- 1981 : La société Les Isards entre dans le giron sectionniste pour sa pratique du tennis de table
- 1991 : Mise en sommeil de la section ski et plongeon
- 1992 : Mise en sommeil de la section natation
- 1995 : Modification du mode de fonctionnement pour permettre à chacune de ses activités de s'adapter au mieux aux exigences de leur sport. Abandon du statut d'association unique composée de commissions sportives pour devenir une association regroupant des associations indépendantes juridiquement et financièrement
- 2006: Fermeture du stadium de la gare après 82 ans de bons et loyaux services
- 2015 : Deux nouveaux clubs entrent dans le giron de la Section paloise, avec les Sphinx de Pau pour le football américain et les Dauphins palois pour la natation
- 2018: Le CER (Centre d'Entraînement Régional Pelote de Pau) est élevé au rang de Pôle France[9]

## Infrastructures

### Champ Bourda

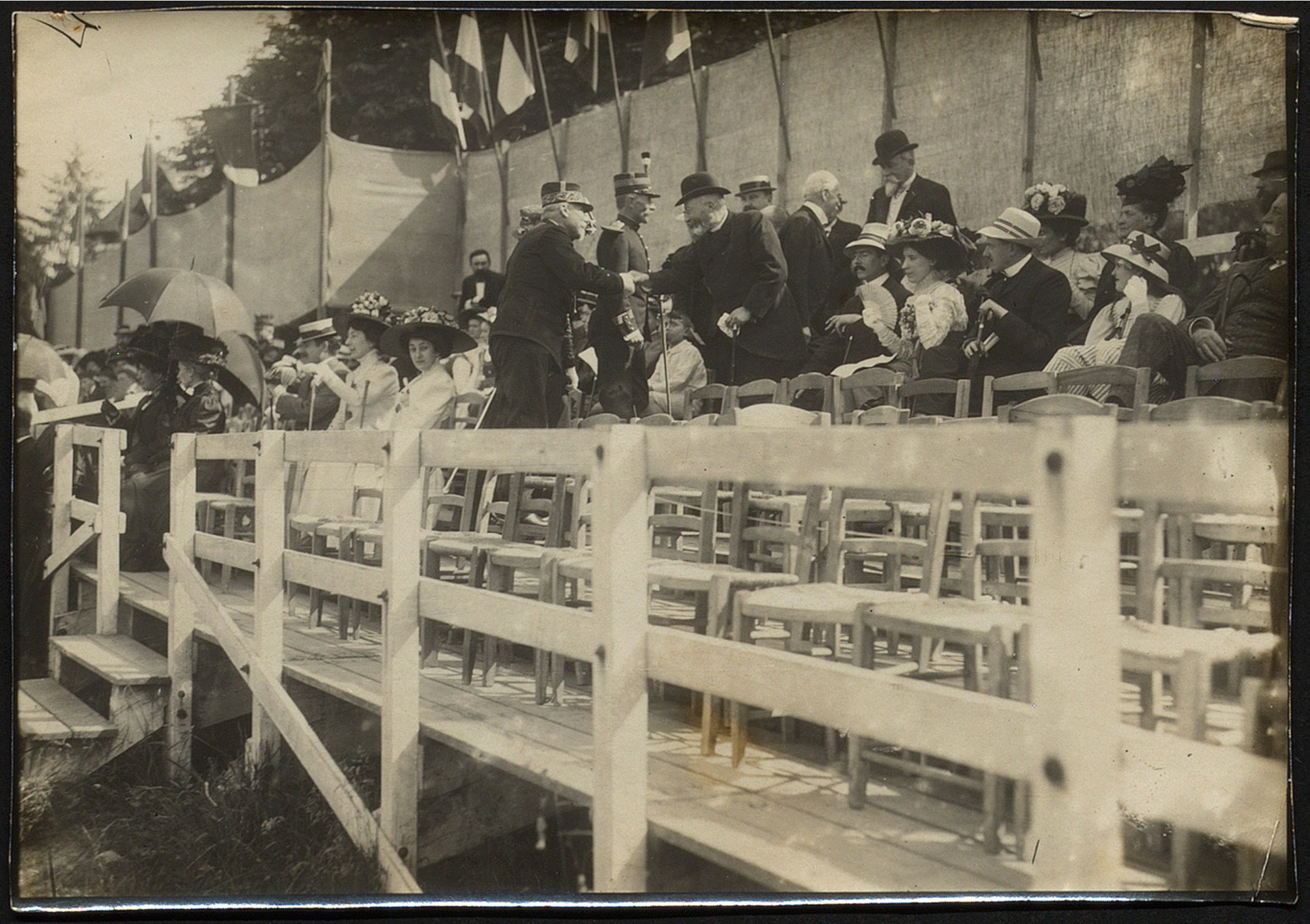
Cliché de la tribune d'Honneur à l'occasion d'une rencontre sportive organisée par la Ligue Girondine : des invités militaires du 18ème Régiment d'Infanterie prennent place.

Le Champ Bourda, fut jusqu'au début des années 1910 le principal stade de la ville de Pau. Le Stade Palois, puis la Section paloise y évoluèrent avant la construction du stade de la Croix du Prince en 1910.
Le complexe a été complètement détruit en 1928 pour faire place à des lotissements.
De l'ancien Champ Bourda, il ne subsiste plus que l'actuel Square Mazoyer, à l'ouest de la rue du XIV juillet, entre les rues de Jurançon et la rue de l’Abattoir, devenue aujourd'hui rue du Colonel Gloxin et Amédée Roussille.
A la fin des années 1890, ces rues étaient alors situées sur le territoire de la commune de Jurançon.
Le champ Bourda a été le complexe sportif qui a permis à la Section paloise, club de barette puis de rugby à XV, de s'affirmer et de graduellement devenir un club omnisports.
Joseph Peyré, Prix Goncourt en 1935 pour Sang et Lumières, consacra à ce stade une jolie tribune dans le journal l'Auto.

### Stade de la Croix du Prince

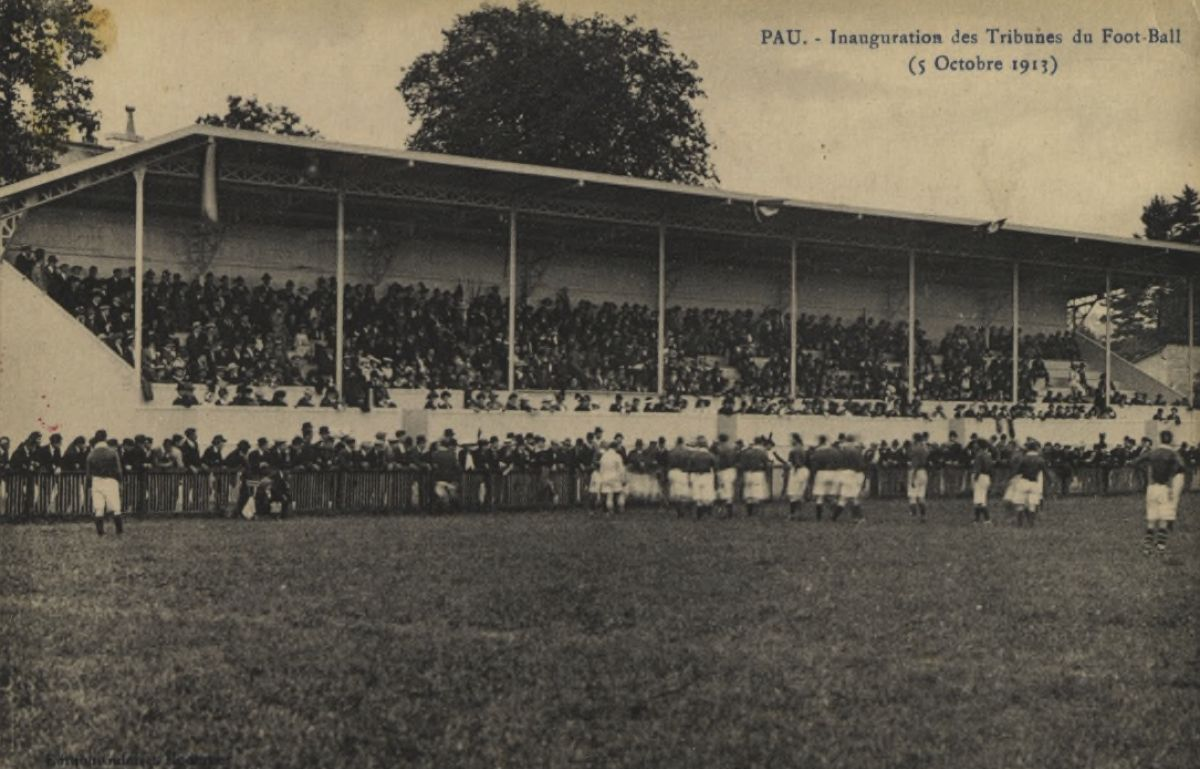
Inauguration du Stade de la Croix du Prince le 05 octobre 1913.

Le stade de la Croix du Prince, construit en 1910 par l'architecte Jules-Antoine Noutary, rue du 14 Juillet, au sud de la ville de Pau, à la limite de la commune voisine de Jurançon, était le stade mythique du rugby béarnais.
Ce stade centenaire a été le théatre de nombreux évènements sportifs d'envergure, en rugby et athlétisme sous les couleurs de la Section paloise.
Stade « à l'anglaise » avec des tribunes en bois inauguré en 1913 à la fin de la l'âge d'or du tourisme climatique qui a marqué la ville, la Croix du Prince était réputé pour la ferveur et la proximité des supporters.
La Section due se résoudre à vendre le stade à la ville de Pau au début des années 1990, qui opta pour une rénovation en profondeur du stade d'athlétisme du stade du Hameau, la Croix du Prince étant jugé comme trop vétuste.

### Stadium de la Gare
Le cœur historique de la Section paloise a été le Stadium de la Gare. En effet, si le Stade de la Croix du Prince était l'antre des rugbymen, c'est au stadium que se côtoyaient les membres des différentes disciplines.
Inauguré en 1923, cet équipement sportif a été le centre névralgique du grand club omnisports palois, avant sa fermeture en 2006.

« C’était un complexe qui accueillait également les boxeurs, les escrimeurs, les karatékas, les judokas et même les rugbymen de la Section paloise qui y effectuaient leur préparation physique l’hiver »

— Christian Loustaudine

### Arènes de la Croix du Prince

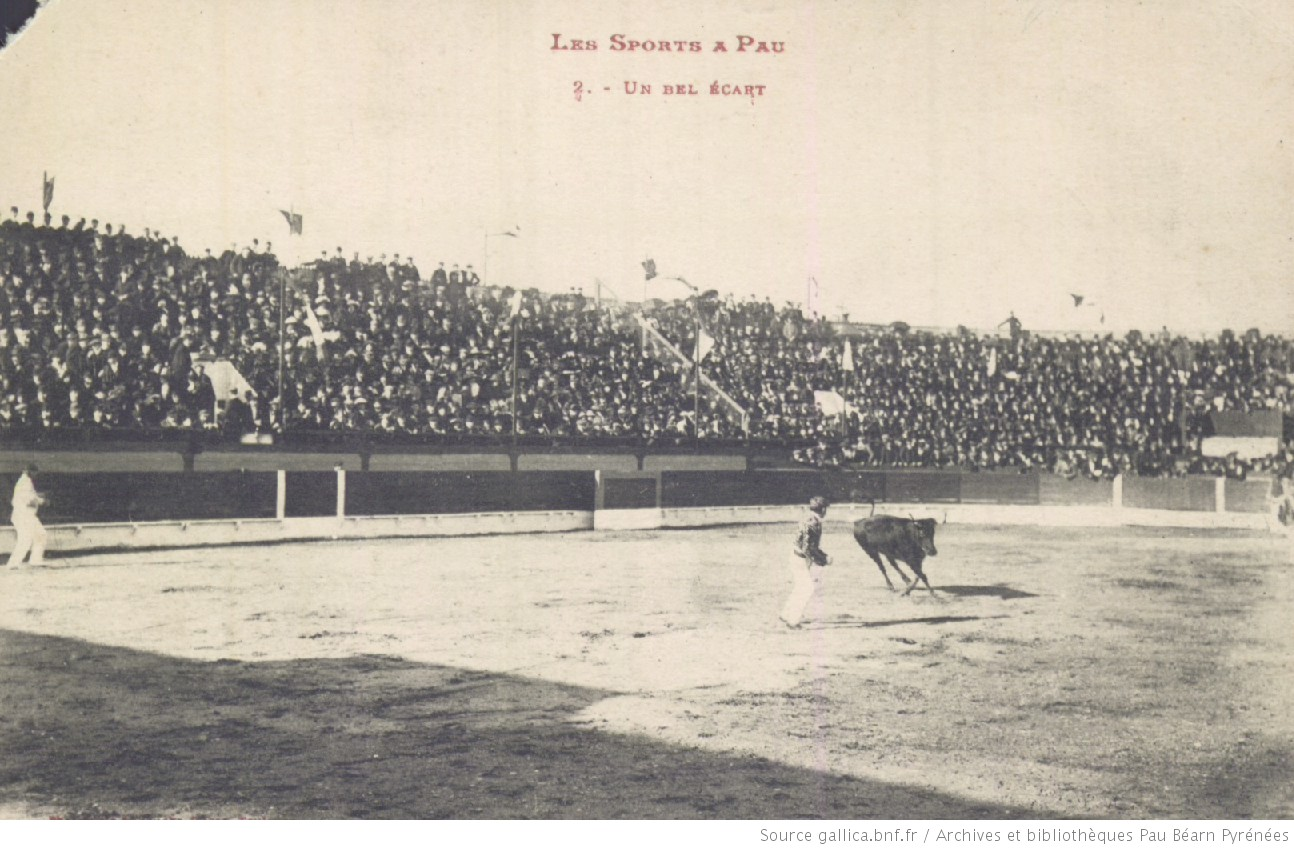
Course landaise aux Arènes de la Croix du Prince

La section boxe a souvent évolué aux arènes de la Croix du Prince. Des images des arènes, non-libres de droit, sont disponibles à la consultation du le site des archives de la ville de Pau. La première image est une vue aérienne du stade de la Croix du Prince et des arènes de la Croix du Prince, prise vers 1920.
La seconde est une photo du combat de boxe poids-lourd entre Charles Péguilhan, représentant le Ring béarnais et Puccineri du Boxing Club toulousain, avec le fronton en arrière plan. Ce combat a eu lieu le 26 juin 1923, et s'est soldé par la victoire de Péguilhan par abandon au troisième round,.

## Présidents du club
| Date d'élection |                       |
| --------------- | --------------------- |
| 1902            | Pellizza-Duboué       |
|                 | Dulau                 |
|                 | Gascogne              |
|                 | Valeton               |
|                 | Erize                 |
| 13 juin 1932    | Charles Lagarde       |
| 19 juin 1952    | Albert Cazenave       |
| 28 juin 1968    | Pierre Bochet         |
|                 | Jacky Alliez          |
| 2012            | André Lestorte        |
| 2016            | Christian Loustaudine |

## Les sections
La Section paloise compte actuellement les activités suivantes :
- Boxe
- Escrime Voir Section paloise (escrime)
- Football américain
- Judo
- Jujitsu
- Karaté
- Kendo
- Natation
- Pelote basque
- Rugby à XV : voir Section paloise (rugby à XV) et Lons Section paloise rugby féminin
- Tennis de table

### Section n'ayant jamais vu le jour
- Football: en 1924, le football gagne en légitimité en Béarn, et la Section paloise aurait envisager la possibilité de créer une équipe de « Football-Association » [20]. Cette rumeur revient en force en 1947, en évoquant une alliance et/ou fusion avec les Kroumirs de l'association Bourbaki[21].

## Personnalités du club
- Charles Lagarde
- Albert Cazenave
- Jean-Dominique Olharan
- Charles Péguilhan
- Robert Paparemborde
- Philippe Bernat-Salles
- François Moncla
- André Altuzarra